# Pałacyk Myśliwski Habsburgów w Wiśle
Pałacyk Myśliwski Habsburgów wybudowany został na polanie Przysłop pod Baranią Górą w latach 1897-1898 na polecenie arcyksięcia Fryderyka Habsburga. W 1985 r. przeniesiony do centrum Wisły.

## Historia

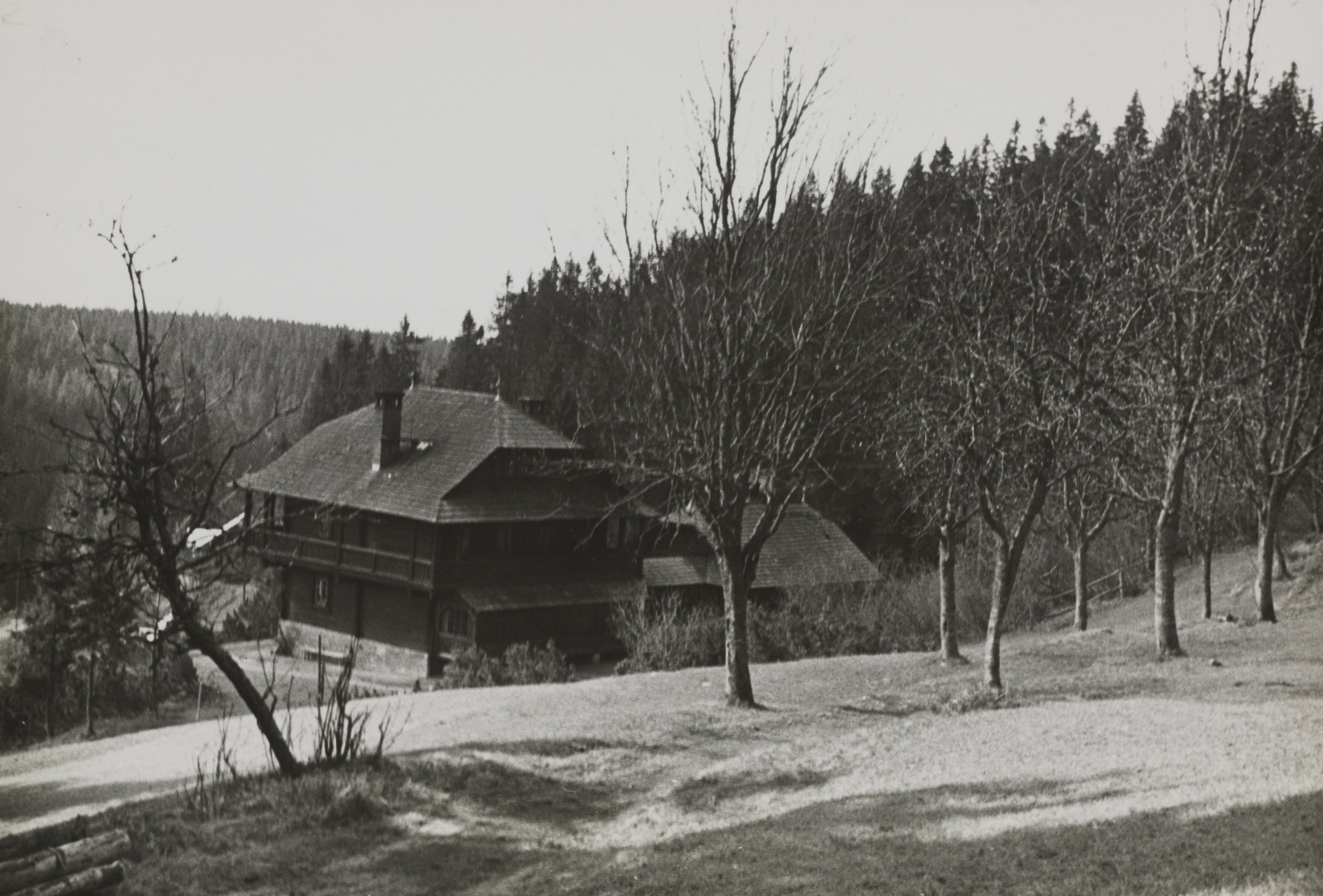
Widok budynku przed 1939

W miejscu tym wcześniej znajdowała się leśniczówka, a od 1855 mały domek dla myśliwych. Wiadomo, że w 1853 odbyło się na tych terenach polowanie, na którym administrator lasów arcyksiążęcych, hrabia Braidla, ustrzelił dwa głuszce. Fakt ten zainteresował arcyksięcia Albrechta Habsburga, zapalonego myśliwego, i od tego momentu całość gospodarki leśnej na tym terenie podporządkowano hodowli tego gatunku.
Dotychczasowy domek myśliwski stał się za mały i w 1863 na polanie powstała nowa leśniczówka – obecna Izba Leśna. W latach 60. XIX wieku wybudowano drogę wzdłuż Czarnej Wisełki. Gdy i leśniczówka okazała się za mała, rozpoczęto budowę pałacyku myśliwskiego. Był on drewniany i jednopiętrowy. Prawdopodobnie zaprojektował go Albin Teodor Prokop, architekt i radca budowlany przy Urzędzie Komory Cieszyńskiej. Obiekt reprezentował styl tyrolski. Fryderyk Habsburg, bratanek i spadkobierca Albrechta, po raz pierwszy gościł na polanie w 1880, a z okazji zakończenia budowy zorganizował polowanie, na którym jego żona Izabela ustrzeliła 30 głuszców.
W 1915 w pałacyku gościł cesarz niemiecki Wilhelm II Hohenzollern wraz z feldmarszałkiem Paulem von Hindenburgiem. W tym samym roku w Wiśle pojawił się arcyksiążę Karol Habsburg, późniejszy cesarz austriacki.
Ostatnie polowanie habsburskie odbyło się w 1916 – arcyksiążę Fryderyk ustrzelił wtedy 2 koguty głuszca.
12 listopada 1918 pałacyk został splądrowany i okradziony przez miejscową ludność. W niepodległej Polsce przeszedł na własność Skarbu Państwa (konkretnie opiekę nad nim przejęło Nadleśnictwo Wisła).
W 1924 Urząd Wojewódzki w Katowicach oddał budynek w dzierżawę górnośląskiemu oddziałowi Polskiego Towarzystwa Tatrzańskiego, który po remoncie w 1925 otworzył w nim schronisko Przysłop pod Baranią Górą. Schronisko mogło pomieścić 64 osoby, w tym 24 w hotelowych warunkach. Wytyczono wówczas szlaki turystyczne na Baranią Górę, na polanie powstała też skocznia narciarska „Ślązaczka”, która jednak nie zachowała się do dziś. Od 1928 corocznie odbywały się na niej konkursy skoków.
Podczas II wojny światowej niemiecka administracja leśna wydzierżawiła pałacyk towarzystwu Wintersportverein z Katowic.
Po wojnie budynek ponownie zaczął działać jako polskie schronisko w 1946. W związku ze zwiększeniem ruchu turystycznego w latach 70. XX wieku administrujące obiektem Polskie Towarzystwo Turystyczno-Krajoznawcze wybudowało obok nowy, znacznie większy budynek. Pałacyk został zamknięty (przez jakiś czas służył jako hotel robotniczy dla ekip budowlanych) i zaczął powoli niszczeć – od całkowitej rozbiórki uchroniły go zabiegi Towarzystwa Miłośników Wisły. W 1985 przeniesiono go do centrum Wisły, gdzie od 1987 służy jako siedziba wiślańskiego oddziału PTTK. 
Obiekt znajduje się na Szlaku Architektury Drewnianej województwa śląskiego w pętli beskidzkiej.